# Pandanus clarkei
Pandanus clarkei är en enhjärtbladig växtart som beskrevs av Benjamin Clemens Masterman Stone. Pandanus clarkei ingår i släktet Pandanus och familjen Pandanaceae. Inga underarter finns listade.